# Zander Cannon
Zander Cannon (né le 1er novembre 1972) est un auteur de bande dessinée américain. Il est surtout connu pour son travail d'encreur sur les séries d'Alan Moore Top Ten (1999-2001) et Smax (2003-2004). Co-créateur du studio Big Time Attic en 2004 avec Kevin Cannon et Shadi Petosky, il réalise également de nombreuses histoires comme auteur complet, notamment pour sa revue en ligne Double Barrel. Son premier projet solo d'ampleur, Heck, est sorti en 2013. Il publie aussi la série Kaijumax (en) depuis 2015.

## Prix et récompenses
- 2000 : Prix Eisner de la meilleure nouvelle série pour Top Ten (avec Gene Ha et Alan Moore)
- 2001 : Prix Eisner de la meilleure série Top Ten (avec Gene Ha et Alan Moore)